# 武林传奇
武林传奇（英語：Legend Fighting Championship）是香港的首项职业综合格斗（MMA）赛事，自2010年至2013年间共举办了11场。

## 历史
武林传奇于2009年由庞凯雷（Chris Pollark）与何敏行（Michael Haskamp）共同创办，是香港的首项职业绽合格斗赛事。比赛邀请亚太地区的职业综合格斗运动员参赛，可使用散打、中国武术、柔术、泰拳、拳击、摔跤等不同派别的格斗技术。首届比赛于2010年1月11日在香港九龙湾国际展贸中心举行。2013年，在举办了11场赛事之后，武林传奇停止运营。
在四年的比赛中，从武林传奇中走出了许多优秀的综合格斗运动员，包括张铁泉、居马别克·吐尔逊、李景亮三位中国最早进军终极格斗锦标赛的选手。

## 赛事
| #  | 赛事       | 日期           | 场地               | 城市           |
| -- | ---------- | -------------- | ------------------ | -------------- |
| 1  | 武林传奇1  | 2010年1月11日  | 九龙湾国际展贸中心 | 香港           |
| 2  | 武林传奇2  | 2010年6月24日  | 九龙湾国际展贸中心 | 香港           |
| 3  | 武林传奇3  | 2010年9月24日  | 香港会议展览中心   | 香港           |
| 4  | 武林传奇4  | 2011年1月27日  | 亚洲国际博览馆     | 香港           |
| 5  | 武林传奇5  | 2011年7月16日  | 新濠天地           | 中国澳门       |
| 6  | 武林传奇6  | 2011年10月30日 | 新濠天地           | 中国澳门       |
| 7  | 武林传奇7  | 2012年2月11日  | 新濠天地           | 中国澳门       |
| 8  | 武林传奇8  | 2012年3月30日  | 亚洲国际博览馆     | 香港           |
| 9  | 武林传奇9  | 2012年6月16日  | 新濠天地           | 中国澳门       |
| 10 | 武林传奇10 | 2012年8月24日  | 亚洲国际博览馆     | 香港           |
| 11 | 武林传奇11 | 2013年4月27日  | 精武体育馆         | 马来西亚吉隆坡 |